# Минимальный размер оплаты труда в Испании
Минимальный размер оплаты труда в Испании - это самая низкая ежемесячная и почасовая оплата труда, что работодатели по закону имеют права выплачивать своим работникам в Испании. Сумма определяется испанским правительством. 
В Испании «минимальная межпрофессиональная заработная плата» (SMI) является минимальным размером оплаты труда, который работник может получать независимо от своих профессиональных навыках и образования. Он выражается в денежных единицах в день, месяц или год работы. Он публикуется ежегодно в официальном государственном бюллетене. Для установления минимального размера оплаты труда каждый год учитываются вместе ИПЦ, средняя производительность в стране, увеличение доли рабочей силы и экономическая ситуация, проанализированная в целом. Его можно изменять раз в полгода, если сильно изменяется ИПЦ. На 2017 год установлен Королевский декрет 742/2016, от 31 декабря 23,59 евро/день и 707,70 евро в месяц плюс 2 дополнительных платежа. Если делить на 12 выплат без дополнительных платежей, ежемесячная минимальная заработная плата составляет 825,65 евро в месяц. Эта сумма относится к валовому окладу, соответствующему полной занятости (которая в Испании в большинстве видов деятельности означает 40 - часовую рабочую неделю). В зависимости от профессиональной категории и принятых деловых соглашений эта сумма может быть увеличена или может быть уменьшена. Трудовые отношения и разъяснения выражены в уставе трудящихся. В декабре 2011 года правительство Мариано Раджо впервые заморозило рост минимального размера оплаты труда с момента его появления. В течение 2012 года правительство Народной партии возобновило рост минимального размера оплаты труда. В 2013 году снова был заморожен рост минимального размера оплаты труды, он остановился на уровне в 645.30 евро в месяц. С 1 января 2020 года минимальный размер оплаты труда в Испании составляет 950 евро в 14 выплат в год и 1108 евро в 12 выплат в год.  С 1 января 2024 года минимальный размер оплаты труда в Испании составляет 1134 евро в 14 выплат в год и 1323 евро в 12 выплат в год.

В таблице показана история развития минимального размера оплаты труда в Испании.
Примечания:
1. Если не указан определённый день и месяц, вступление в силу каждого закона происходит с 1 января того же года.
2. До 1998 года официальной валютой в Испании была песета. 1 января 1999 года официальной валютой стало евро, и был установлен фиксированный обменный курс в размере 166 386 песет за евро, который используется в таблице.

## История
В Испании минимальный размер заработной платы был введён сразу после первой мировой войны. Как и в других развитых странах, размер МРОТ устанавливается как величина, схожая с доходом наёмных работников - порядка 30% от совокупного дохода.
| Минимальный размер оплаты труда | Минимальный размер оплаты труда | Минимальный размер оплаты труда | Минимальный размер оплаты труда | Минимальный размер оплаты труда | Минимальный размер оплаты труда |
| Год                             | Закон                           | 14-15 лет                       | 16-17 лет                       | 18 лет и старше                 | Рост                            |
| ------------------------------- | ------------------------------- | ------------------------------- | ------------------------------- | ------------------------------- | ------------------------------- |
| 1 Апреля 1970                   | Декрет 720/1970                 | 8,65                            | 13,7                            | 21,64                           |                                 |
| 1 Апреля 1975                   | Декрет 547/1975                 | 19,47                           | 31,01                           | 50,49                           |                                 |
| 1 Апреля 1976                   | Декрет 619/1976                 | 23,48                           | 38,22                           | 62,2                            | 23,2 %                          |
| 1 Апреля 1977                   | Королевский Декрет 458/1977     | 30,65                           | 48,68                           | 79,33                           | 27,5 %                          |
| 1 Апреля 1978                   | Королевский Декрет 614/1978     | 38,22                           | 60,40                           | 98,81                           | 24,5 %                          |
| 1 Апреля 1978                   | Королевский Декрет 2458/1978    | 41,83                           | 66,17                           | 108,18                          | 9,5%                            |
| 1 Апреля 1979                   | Королевский Декрет 888/1979     | 44,72                           | 70,68                           | 115,39                          | 6,7%                            |
| 1 Октября 1979                  | Королевский Декрет 2343/1979    | 48,35                           | 76,33                           | 124,41                          | 7,8 %                           |
| 1 Июня 1980                     | Королевский Декрет 1257/1980    | 53,01                           | 83,84                           | 136,85                          | 10 %                            |
| 1 Апреля 1981                   | Королевский Декрет 1326/1981    | 59,68                           | 94,3                            | 153,98                          | 12,5 %                          |
| 1982                            | Королевский Декрет 124/1982     | 66,17                           | 104,76                          | 170,93                          | 11 %                            |
| 1983                            | Королевский Декрет 100/1983     | 74,83                           | 118,46                          | 193,29                          | 13,1 %                          |
| 1984                            | Королевский Декрет 3238/1983    | 80,78                           | 128,02                          | 208,79                          | 8 %                             |
| 1985                            | Королевский Декрет 2299/1984    | 86,37                           | 137,03                          | 223,4                           | 7 %                             |
| 1986                            | Королевский Декрет 2474/1985    | 93,22                           | 148,03                          | 241,25                          | 8 %                             |
| 1987                            | Королевский Декрет 2642/1986    | 97,9                            | 155,42                          | 253,33                          | 5 %                             |
| 1988                            | Королевский Декрет 1681/1987    | 102,23                          | 162,45                          | 264,69                          | 4,5 %                           |
| 1989                            | Королевский Декрет 23/1989      | 108,36                          | 172,19                          | 280,56                          | 6 %                             |
| 1990                            | Королевский Декрет 170/1990     | --                              | 198,33                          | 300,57                          | 7,1 %                           |
| 1991                            | Королевский Декрет 8/1991       | --                              | 211,32                          | 320,04                          | 6,5 %                           |
| 1992                            | Королевский Декрет 3/1992       | --                              | 223,4                           | 338,28                          | 5,7 %                           |
| 1993                            | Королевский Декрет 44/1993      | --                              | 232,41                          | 351,77                          | 4 %                             |
| 1994                            | Королевский Декрет 2318/1993    | --                              | 241,73                          | 364,03                          | 3,5 %                           |
| 1995                            | Королевский Декрет 2548/1994    | --                              | 249                             | 376,83                          | 3,5 %                           |
| 1996                            | Королевский Декрет 2199/1995    | --                              | 301,83                          | 390,18                          | 3,5 %                           |
| 1997                            | Королевский Декрет 2656/1996    | --                              | 355,38                          | 400,5                           | 2,6 %                           |
| 1998                            | Королевский Декрет 2015/1997    | --                              | --                              | 408,93                          | 2,1 %                           |
| 1999                            | Королевский Декрет 2817/1998    | --                              | --                              | 416,32                          | 1,8 %                           |
| 2000                            | Королевский Декрет 2065/1999    | --                              | --                              | 424,8                           | 2 %                             |
| 2001                            | Королевский Декрет 3476/2000    | --                              | --                              | 433,45                          | 2 %                             |
| 2002                            | Королевский Декрет 1466/2001    | --                              | --                              | 442,2                           | 2 %                             |
| 2003                            | Королевский Декрет 1426/2002    | --                              | --                              | 451,2                           | 2 %                             |
| 2004                            | Королевский Декрет 1793/2003    | --                              | --                              | 460,5                           | 2,1 %                           |
| 1 Июля 2004                     | Королевский Декрет-закон 3/2004 | --                              | --                              | 490,8                           | 6,6 %                           |
| 2005                            | Королевский Декрет 2388/2004    | --                              | --                              | 513                             | 4,5 %                           |
| 2006                            | Королевский Декрет 1613/2005    | --                              | --                              | 540,9                           | 5,4 %                           |
| 2007                            | Королевский Декрет 1632/2006    | --                              | --                              | 570,6                           | 5,5 %                           |
| 2008                            | Королевский Декрет 1763/2007    | --                              | --                              | 600                             | 5,2 %                           |
| 2009                            | Королевский Декрет 2128/2008    | --                              | --                              | 624                             | 4 %                             |
| 2010                            | Королевский Декрет 2030/2009    | --                              | --                              | 633,3                           | 1,5 %                           |
| 2011                            | Королевский Декрет 1795/2010    | --                              | --                              | 641,4                           | 1,3 %                           |
| 2012                            | Королевский Декрет 1888/2011    | --                              | --                              | 641,4                           | 0 %                             |
| 2013                            | Королевский Декрет 1717/2012    | --                              | --                              | 645,3                           | 0,6 %                           |
| 2014                            | Королевский Декрет 1046/2013    | --                              | --                              | 645,3                           | 0 %                             |
| 2015                            | Королевский Декрет 1106/2014    | --                              | --                              | 648,6                           | 0,5 %                           |
| 2016                            | Королевский Декрет 1171/2015    | --                              | --                              | 655,2                           | 1 %                             |
| 2017                            | Королевский Декрет 742/2016     | --                              | --                              | 707,7                           | 8%                              |
| 2018                            | Королевский Декрет 1077/2017    | --                              | --                              | 735,9                           | 4%                              |
| 2019                            | Королевский Декрет 1462/2018    | --                              | --                              | 900                             | 22,3%                           |
| 2020                            | Королевский Декрет 231/2020     | --                              | --                              | 950                             | 5,5%                            |
| 1 сентября 2021                 | Королевский Декрет 817/2021     | --                              | --                              | 965                             | 0,53%                           |
| 2022                            | Королевский Декрет 152/2022     | --                              | --                              | 1000                            | 3,6 %                           |
| 2023                            | Королевский Декрет 99/2023      | --                              | --                              | 1080                            | 8 %                             |
| 2024                            | Королевский Декрет              | --                              | --                              | 1134                            | 5 %                             |